# Hedorfs Fond
Hedorfs Fond (eller Generalkonsulinde Anna Hedorf og Generalkonsul Frode Hedorfs Fond) er en fond etableret af midler fra generalkonsul Frode Hedorfs formue, realiseret efter hans død i 1961. Formuen er sammen med akkumuleret overskud fra Transportkompagniet Nord A/S overdraget Fonden. Transportkompagniet Nord blev i 1992 solgt til ASG AB, mens dets speditionsaktiviteterne blev drevet videre af DHL Express (Denmark) A/S.

## Fondens formål
- Fondens formål er at virke til fremme af handel og transportvæsen ved at yde støtte til unge, som gennem udlandsophold ønsker videre uddannelse inden for sådan virksomhed. 
- Specielle forsknings- eller analyseopgaver inden for handel og transport støttes.
- Hedorfs Fonds Forskningspris for International Virksomhedskommunikation og Sprog uddeles hvert andet år.
- Hedorfs Fonds Pris for Transportforskning uddeles ligeledes hvert andet år.
- Hedorfs Kollegium på Frederiksberg opført i 2009.

## Historie
Transportkompagniet Nord A/S, der udviklede sig til at blive en af de førende transport- og speditionsvirksomheder i Danmark, blev grundlagt 17. november 1927 og tre år senere købt af selskabets direktør Frode Hedorf.
Frode Hedorf, der ikke havde nogen arvinger, besluttede efter samråd med sin juridiske rådgiver professor Jan Kobbernagel, at hans formue skulle overdrages til en fond, hvis officielle navn blev Generalkonsulinde Anna Hedorf og Generalkonsul Frode Hedorfs Fond.

## Eksterne links
- Hedorfs Fond – officiel website
- "HEDORFS FOND I 50 ÅR - 50 År  Juilæum - 1963-2013".  50 år "HEDORFS FOND" Jubilæumskrift kan hentes her i PDF format. (36 sider) Arkiveret 7. januar 2014 hos  Wayback Machine
- "Generalkonsulen og hans eneste barn – Transportkompagniet Nord", Jubilæumskrift fra Hedorfs Fond Arkiveret 12. oktober 2007 hos  Wayback Machine
- Hedorfs kollegium på Frederiksberg
- Hedorfsseniorforening